# Mario Tennis Open
Mario Tennis Open (マリオテニス オープン?, Mario Tenisu Ōpun) è un videogioco per Nintendo 3DS; il gioco è sviluppato da Camelot, la stessa casa di sviluppo che ha sviluppato tutti i precedenti titoli Mario Tennis.

## Modalità di Gioco
Mario Tennis Open presenta varianti di partite di tennis, giocate in singolo o doppio. Tiri differenti (pallonetti, slice e smorzate) possono essere eseguiti con diverse combinazioni di pulsanti o selezionandoli dal touch screen del Nintendo 3DS. La novità principale del gioco sono i cosiddetti "Tiri di fortuna"; infatti, oltre alle combinazioni di tasti, è possibile effettuare un tiro grazie a delle aree che si formano durante la partita che permettono di effettuare delle versioni potenziate dei tiri.
Personaggi giocabili
Mario Tennis Open presenta venticinque personaggi giocabili, di cui quattro sbloccabili eseguendo compiti specifici e altri otto sbloccabili scansionando determinati codici QR.
Mario, Luigi, Peach, Daisy, Waluigi, Bowser, Donkey Kong, Wario, Yoshi (8 colori), Diddy Kong,  Boo, Bowser Jr., Mii, Baby Mario (sbloccabile), Baby Peach (sbloccabile), Sfavillotto (sbloccabile), Skelobowser (sbloccabile), Mario Metallo (sbloccabile)
Ogni personaggio possiede un'abilità predeterminata, come vantaggi in velocità, attacco o difesa.

## Accoglienza
Mario Tennis Open è stato giudicato discretamente dalla critica:
- SpazioGames.it: 7,5
- Multiplayer.it: 7
- IGN: 6,5
- Gamesurf: 8
- Everyeye: 6,5